# Country rock
Es denomina, usualment, country rock a un gènere musical mixt que, partint de fonaments estètics i instrumentals propis del rock, presa les seves bases musicals de les tradicions folklòriques dels Estats Units, no sols de les directament vinculades amb el country i el hillbilly, sinó també amb el blues meridional i altres gèneres tradicionals.
Amb freqüència, el camp del country rock se solapa amb el d'altres etiquetes musicals, com el folk rock.

## Origen
La iconografia tradicional del folk rock situa el naixement del gènere en el gir donat per Bob Dylan a la seva música al 1965, en coincidència amb el triomf de les propostes discogràfiques de The Byrds , però això no deixa de ser un convencionalisme. En realitat, el procés s'havia iniciat a la fi de la dècada de 1950, amb la forta evolució soferta pel Bluegrass, les innovacions que van anar consolidant-se a través del Grand Ole Opry i l'aparició de grups com New Lost City Ramblers, The Weavers, Peter, Paul & Mary o Scottsville Squirrel Barkers, que incloïa a músics tan essencials en el country rock com Chris Hillman o Bernie Leadon. En qualsevol cas, per a l'últim terç de la dècada de 1960, el Folk rock, i vinculat a ell, el Country rock, apareix ja com un estil consolidat.

## Característiques
Musicalment, el country rock recull els conceptes del pop i el rock dels anys 1960, tant en les bases instrumentals, com en els conceptes rítmics i melòdics, per la qual cosa pot afirmar-se que, bàsicament, és rock. L'aportació folkie es concreta en l'elecció de la temàtica, la introducció de temes pròpiament country en el repertori de les bandes i, sobretot, en els arranjaments instrumentals. Elements més cosmètics, per tant, que de fons.
La banda-tipus del gènere, incorpora una primera línia de dues o més guitarres, acústiques i elèctriques, incloent usualment una Pedal steel guitar i, a vegades, una mandolina o un dobro, instruments molt vinculats amb el bluegrass. A vegades tenen presència altres instruments, cas del violí o el saxofon-flauta (p. ex. Jerry Eubanks), encara que no és usual. La línia rítmica, per contra, és clàssicament rock, amb teclats (usualment, piano elèctric o òrgan), baix i bateria.
Encara que molts dels temes tenen parts vocals clarament pop o rock, les bandes solen incloure tornades i parts cantades per tres veus harmonitzades a l'estil bluegrass (veu aguda principal en la tònica, amb harmonies del tenor en terceres i del baríton).

## Història i evolució
El pas més decidit des del folk rock californià cap al country rock, ho van donar els propis The Byrds quan van publicar el seu sisè àlbum. L'àrea de San Francisco i, en general, Califòrnia havia donat impuls a una sèrie d'artistes que, provinents del folk, havien assumit la cultura musical psicodèlica i establert unes bases propícies per a aquest desenvolupament: Country Joe & The Fish, The Grateful Dead...
Però en els últims anys de la dècada, i primer terç dels anys 1970, les bandes de country rock van començar a florir, especialment després de la separació de grups emblemàtics com The Byrds i Buffalo Springfield: Chris Hillman i Gram Parsons van formar els Flying Ruquet Brothers; Bernie Leadon va formar Dillard & Clark i, després, es va incorporar als Ruquet; Randy Meisner i Jim Messina van crear una altra de les bandes bàsiques del gènere, Poco.
D'entre totes les bandes aparegudes en aquest context, la que va aconseguir majors vendes va ser, sens dubte, Eagles. El cinquè dels seus àlbums, Hotel California, va suposar el punt àlgid, quant a èxit popular, del gènere. Altres grups que havien començat en la línia del country rock o del rock del sud, com els Doobie Brothers en els seus primers discos, Black Oak Arkansas, Wet Willie o Delaney & Bonnie & Friends, van anar també, de forma gradual, apartant-se del gènere.
Però el naixement del punk originarà, en els noranta, l'aparició d'una nova generació de músics que des de diferents punts dels Estats Units i amb gran diversitat musical, tindran en comú la utilització de les guitarres i un estil musical basat en les arrels musicals i el country rock i que seran etiquetats com 'insurgent' o 'new' country.